# Боевые группы (ГДР)
Боевые группы (нем. Kampfgruppen), с 1958 года Боевые группы рабочего класса (нем. Kampfgruppen der Arbeiterklasse) — вооружённая военизированная организация в Германской Демократической Республике. Наряду с Национальной народной армией, Народной полицией и Штази являлись силовой опорой правящей СЕПГ.

## Толчок к созданию
К созданию партийных вооружённых формирований подтолкнуло Берлинское восстание 17 июня 1953 года. Подавить протесты, вспыхнувшие в столице и распространившиеся по всей стране, удалось только при массированном подключении советских войск. Эти события показали практическое отсутствие общественной поддержки у властей ГДР.

Не было бы разве проще правительству распустить народ и выбрать новый?

Бертольт Брехт, «Решение» (Die Lösung, 1953)

Руководство СЕПГ приняло меры к созданию организованных коммунистических структур, способных оказать действенную помощь государственным силовым ведомствам. Официальное решение было принято на пленуме ЦК СЕПГ уже 24-26 июля 1953. Согласно директиве ЦК, партийные вооружённые формирования создавались на крупных госпредприятиях и в учреждениях. Задача упрощалась тем, что отдельные группы поддержки полиции существовали при администрациях крупных предприятий с 1951 года — под названиями Friedenswacht, Arbeiterwehr, Selbstschutzbrigade, а с марта 1953 появились первые Kampfgruppe.
Кампания по формированию партийных Kampfgruppen — «Боевых групп» — началось 29 сентября 1953 и продолжалось до 9 декабря 1953. Окончательное организационное оформление структуры содержалось в директиве политбюро ЦК СЕПГ «Об организации и подготовке Боевых групп» от 31 мая 1955 года.

## Структура, оснащение, задачи

### Построение и руководство
Комплектование групп производилось по разнарядке на заводах и в учреждениях. Предпочтение отдавалось членам СЕПГ, идеологически благонадёжным представителям рабочих профессий, прошедшим военную службу и обладающим спортивной подготовкой. Минимальный возраст для вступления составлял 25 лет, максимальный — 55 лет, пребывание в резерве допускалось до 60 лет. Набор осуществлялся по рекомендациям партийных комитетов и администраций соответствующих предприятий. Члены «Боевых групп» приносили присягу «защищать социалистические завоевания государства рабочих и крестьян с оружием в руках». С 1958 года в название структуры был внесён классовый акцент: Kampfgruppen der Arbeiterklasse.
«Боевые группы рабочего класса» строились по военно-дисциплинарным принципам, делились на батальоны (bataillon), во главе с командирами батальонов (bataillonskommandeurs), батальоны на сотни (hunderschaft), во главе с командирами сотен (hunderschaftskommandeur), сотни на взводы (zug) во главе с цугфюрерами (zugfuehrer), взводы на группы, во главе с группенфюрерами (gruppenfuehrer). Члены групп проходили боевую подготовку. Группы были оснащены серьёзным вооружением — не только стрелковым (АК-47, штурмовые винтовки StG 44, ручные пулемёты Дегтярёва, пистолеты Макарова), но и тяжёлым (БМП советского образца, противотанковые и зенитные орудия). Они имели униформу и гимн — Marsch der Kampfgruppen der Arbeiterklasse. Издавался печатный орган организации — ежемесячник Der Kämpfer.
Группы функционировали в тесном взаимодействии с командованием ННА. Командование на всех уровнях осуществлялось коллегиями в составе секретаря местного комитета СЕПГ, командующего военным округом и начальника местной полиции. По государственной линии структуру формально курировало МВД, но решающее влияние имели партийные органы. Верховное руководство осуществлялось отделом безопасности ЦК СЕПГ, замыкаясь на соответствующего секретаря и генсека. В этом отношении «Боевые группы рабочего класса» напоминали Штурмовые отряды НСДАП (хотя активность и масштабы применения были заметно меньшими).
Из партийно-государственных руководителей наибольшее отношение к руководству Kampfgruppen der Arbeiterklasse имели Вилли Штоф, Фридрих Диккель, Эрих Мильке, Хайнц Гофман. Непосредственное командование осуществляли майор полиции Вернер Прёль (1956—1958), затем генералы полиции Вилли Зайферт (1958—1961), Карл Мельман (1961—1972), Вольфганг Крапп (1972—1989). По иерархии МВД «Боевые группы рабочего класса» находились в ведении заместителя министра, курировавшего военизированные полицейские части (спецподразделения, пожарную охрану).

### Мотивации и использование
Общая численность «Боевых групп» к началу 1980-х годов превышала 200 тысяч человек - больше чем армия и полиция вместе взятые. Всего за время существования через группы прошли свыше 400 тысяч. Партийные инстанции старались поддерживать в структуре преобладание рабочих, однако с самого начала столкнулись с проблемой низкого энтузиазма в пролетарской среде (на представителей интеллигенции оказывалось более эффективное давление через карьерные рычаги). Был введён ограниченный принцип материального стимулирования — члены групп получали прибавку к пенсии в размере 100 марок. Это не являлось особо крупным выигрышем, однако идейные мотивы имели ещё меньшее значение. В основном к вступлению в группы побуждали прямые указания начальства.
Наиболее известное применение «Боевых групп рабочего класса» имело место при возведении Берлинской стены, в котором принимало участие 5 тысяч (по другим данным до 8 тысяч) бойцов. Группы поддерживались в состоянии мобилизационной готовности при обострении политической ситуации в странах Восточной Европы — во время Венгерского восстания 1956 (осенью 1956 бойцы Kampfgruppen использовались для блокирования берлинских студенческих акций солидарности с Венгрией), Пражской весны 1968, польских событий 1980—1981.
Однако власти ГДР редко использовали эту структуру для прямого политического насилия — эта функция оставалась за государственными органами, прежде всего Министерством госбезопасности. Большее значение имела политическая и идеолого-пропагандистская сторона. «Боевые группы рабочего класса» использовались для социального развёртывания правящей компартии, перманентного организационного и пропагандистского давления на общество, идеологической обработки, взаимной слежки, повышенной милитаризации.
«Боевые группы рабочего класса» вели и международную деятельность. Их опыт перенимался коммунистическими режимами Анголы, Мозамбика, Конго.

## Отказ от применения и роспуск
С конца 1988 года в рапортах Штази стала отмечаться политическая ненадёжность состава «Боевых групп рабочего класса». Участились уклонения от приказов, появились случаи выхода из организации. Это звучало тревожным сигналом в преддверии предстоявших празднований 40-летия ГДР в октябре 1989 года.
Массовые выступления осени 1989 в несколько недель опрокинули режим СЕПГ. Поначалу власти пытались подавить протесты с помощью госбезопасности и полиции, но не решились на широкое применение «Боевых групп». Эти подразделения были выведены на улицы (особенно в Лейпциге), но очевидная ненадёжность не позволила отдать приказ о вооружённом насилии. (Участие групп в событиях заключалось в пассивном присутствии и в публикации партийной прессой от имени их членов возмущённых «писем трудящихся», подлинность которых вызывает сомнения.) Многолетнее содержание отлично подготовленной силовой структуры оказалось практически бессмысленным.
Падение партийного режима свело на нет деятельность боевых групп СЕПГ. 6 декабря 1989 года новый министр внутренних дел Лотар Арендт отдал приказ о разоружении «Боевых групп рабочего класса». До конца мая 1990 года была проведена демобилизация всех 189 370 бойцов. Структура прекратила существование ещё до ликвидации ГДР.